# جکاب-هگی
جکاب-هگی (به مجاری: Jakab-hegy) یک کوه در مجارستان است که در بارانیا واقع شده‌است. جکاب-هگی ۶۰۲ متر بالاتر از سطح دریا واقع شده‌است.